# Augustin Tuncq
Augustin Tuncq   (Conteville, 27 d'agost de 1746 - París, 9 de febrer de 1800) va servir en l'exèrcit francès durant el regnat de la Casa de Borbó i fou un general de les Guerres de la Revolució Francesa. Sobretot, va comandar les forces republicanes durant la Revolta de La Vendée i va defensar amb èxit Chalot de l'atac Vendeà. Va ser un crític sever del seu comandant, Jean Antoine Rossignol, que després el va arrestar i va tornar a París per judici. Acusat per Jacques-René Hébert, només es va salvar de la seva condemna mercès a la caiguda dels Hébertists, i l'execució del mateix Hébert. Posteriorment va comandar les defenses costaneres a Brest, i va ser comandant de divisió a la columna de Pierre Marie Barthélemy Ferino de l'Exèrcit del Rin i de Mosella durant la campanya del Rin del 1796. Després de la campanya va intentar diverses vegades retirar-se; va morir de lesions per un accident d'equitació a París el 1800.

## Família
Tuncq, era fill d'un teixidor, Jean Tuncq, i de la seva dona Marie-Francoise Trogneux (o Trongneux). Es va casar amb Marie-Francios Pelagie Chefeville, de Liancourt, Oise, a St. Philippe du Roule, París, el 26 de novembre de 1789. La parella va tenir tres fills. Un, Brutus, es va convertir en cap de batalló cap al 1848.

## Servei Militar
Tunq va ingressar a l'exèrcit reial com a privat el 1762, primer com a voluntari al Regiment de Provença, i va ser nomenat sergent l'1 de gener de 1768. Va desertar el 30 de juny de 1770,. fins al 1773; genet de la guàrdia del mariscal de provosta. Quan fou derogat aquest cos el 19 d'octubre, es va incorporar a la guàrdia del general Provost (13 de març de 1774). El 1780, esdevé capità a la Legió dels Pirineus. Cap al 1789 era capità de la Guàrdia Nacional.

## Servei durant la Revolució Francesa
El juny de 1793, durant la Revolució Francesa, va ser enviat a lluitar a la Revolta de la Vendée, on va substituir al general Claude Sandoz a Luçon, que havia estat retirat per fugir. Amb aquest nomenament, va ser ascendit al rang de general de brigada. Va acusar d'incompetència al seu superior, el general Jean Antoine Rossignol, el comandant de l'Exèrcit de les Costes de La Rochelle. Rossignol el va apartar del comandament, però el seu dia de sortida, els insurrectes vendeans van atacar la ciutat. A les ordres dels representants en missió: Jean François Marie Goupilleau de Fontenay i François Louis Bourdondesprés van ordenar-li que restablís temporalment el seu comandament. Amb 6.000 homes, el 14 d'agost, va derrotar la força superior de 3.500 D'Elbée a la batalla de Luçon, i després va ocupar tant Luçon com Chantonnay. En conseqüència, recolzat pels poderosos representants, la seva victòria li va valer el rang de gran general.
Ferit després de caure d'un cavall, va abandonar el seu exèrcit al seu segon comandant, el general de divisió René François Lecomte, de manera que va poder rebre tractament per les seves ferides a La Rochelle, però el 5 de setembre, la divisió va ser aixafada per l'Elbée. 20.000 homes a la batalla de Chantonnay. Lecomte no havia pres cap precaució en la construcció de les defenses i va marxar sense emetre les ordres adequades.
Rossignol va aprofitar el mal lideratge de Lecomte per assegurar la destitució de Tuncq, el va sotmetre a arrest el 12 de setembre. Enviat a París, Tuncq es va defensar amb força davant del tribunal militar. Es va escapar estretament de la guillotina, però va ser absolt després que el cas contra ell es desmarqués: a principis de 1794, Jacques Hébert i els seus col·legues van caure del poder i el mateix Hébert va ser executat. Tuncq va ser reintegrat al seu càrrec el novembre de 1794.

## Servei a Renània
El 1795 va ser assignat a l'exèrcit a Brest i va prendre el comandament de la 4a divisió a Nantes. Durant aquesta tasca, Josnet de Laviolais va informar a les autoritats militars que no era adequat; el general Hoche el va descriure com un home immoral sense integritat o talent. Exonerat per un tribunal militar, li va ser assignada a la 15a Divisió a Amiens, però les autoritats locals el van rebutjar. Va demanar la retirada, però va ser cridat al servei actiu el 4 de març de 1796 com a comandant divisional de la segona divisió de la Columna de Ferino de l'Exèrcit del Rin-Mosel·la.
El 7 de març de 1797, va ser arrestat per càrrecs desconeguts, absolt pel Consell de Guerra el 8 d'agost i reintegrat a l'exèrcit el 9 de setembre de 1797; va estar ocupat a la 15a divisió fins al 21 d'agost de 1799. Va morir a París a l'Hospital de Val-de-Grâon el 9 de febrer de 1800, per les ferides rebudes en un accident d'equitació.
El 1797, va publicar articles addicionals sobre les seves dificultats en la Vendée.